# 317 pr. n. št.

## Dogodki
- Poliperhont je odstavljen kot regent Makedonije.
- Demetrij Faleronski postane vodja Aten.

## Smrti
- 25. december - Filip III. Makedonski, makedonski kralj (* okoli 359  pr. n. št.)